# Atalayas balleneras en Guipúzcoa

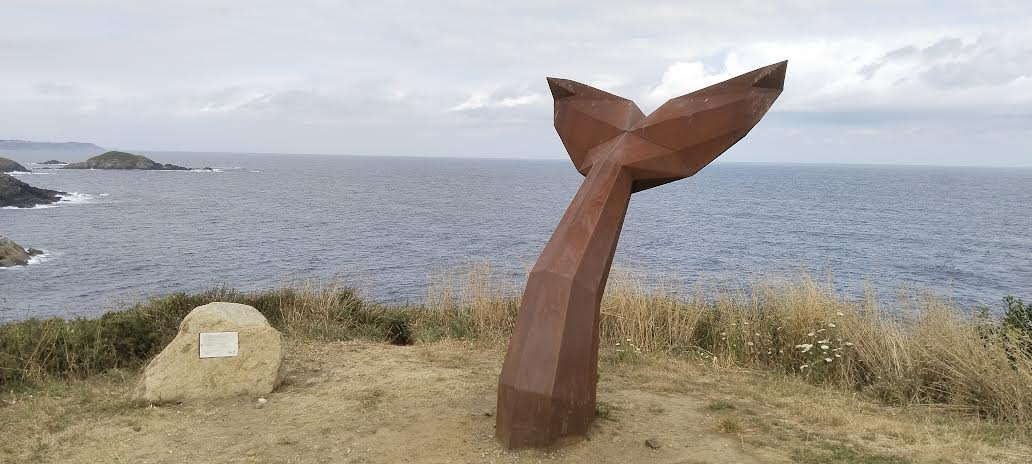
Escultura en una atalaya ballenera del Cantábrico

Las atalayas balleneras en Guipúzcoa, al norte de España sobre el mar Cantábrico,  fueron lugares de observación en las que un vigía daba aviso a los pescadores  del paso de las ballenas que se producía  entre octubre y marzo.
La costa de Guipúzcoa estaba jalonada de atalayas con su correspondiente atalayero que vigilaba de día o de noche por el bramido del cetáceo.
La caza de la ballena generaba unos enormes beneficios económicos por lo que se desarrolló una  red de atalayas balleneras en Guipúzcoa. Ya desde el año 1200 están documentadas su existencia que perdurarían hasta el siglo XVIII.
La importancia de la atalaya residía en la celeridad del aviso para capturar la presa adelantándose a balleneros de pueblos vecinos ya que el dueño de la presa era el que clavaba el primer arpón. 
En la atalaya residía durante la temporada el atalayero. Para cumplir turnos o descansar, se alternaría en su trabajo con otra persona o familiar. Trabajaba la huerta cercana, y disponía de gallinas, perro y poco más.

## Descripción
La cofradía de pescadores de cada villa designaba a un atalayero asalariado y le ofrecía la casa-refugio donde vivir, lugar elegido por sus excelentes vistas sobre el horizonte y a su vez conectado con la zona de vida de los pescadores a los que daría aviso cada vez que divisara una presa.
La mayoría de las atalayas eran construcciones en piedra pero también las había como chozas de madera.

La llamada a ballena más frecuente era a toque de campana ya que muchas atalayas estaban adscritas a una ermita. También por signos visuales por el fuego o el humo.

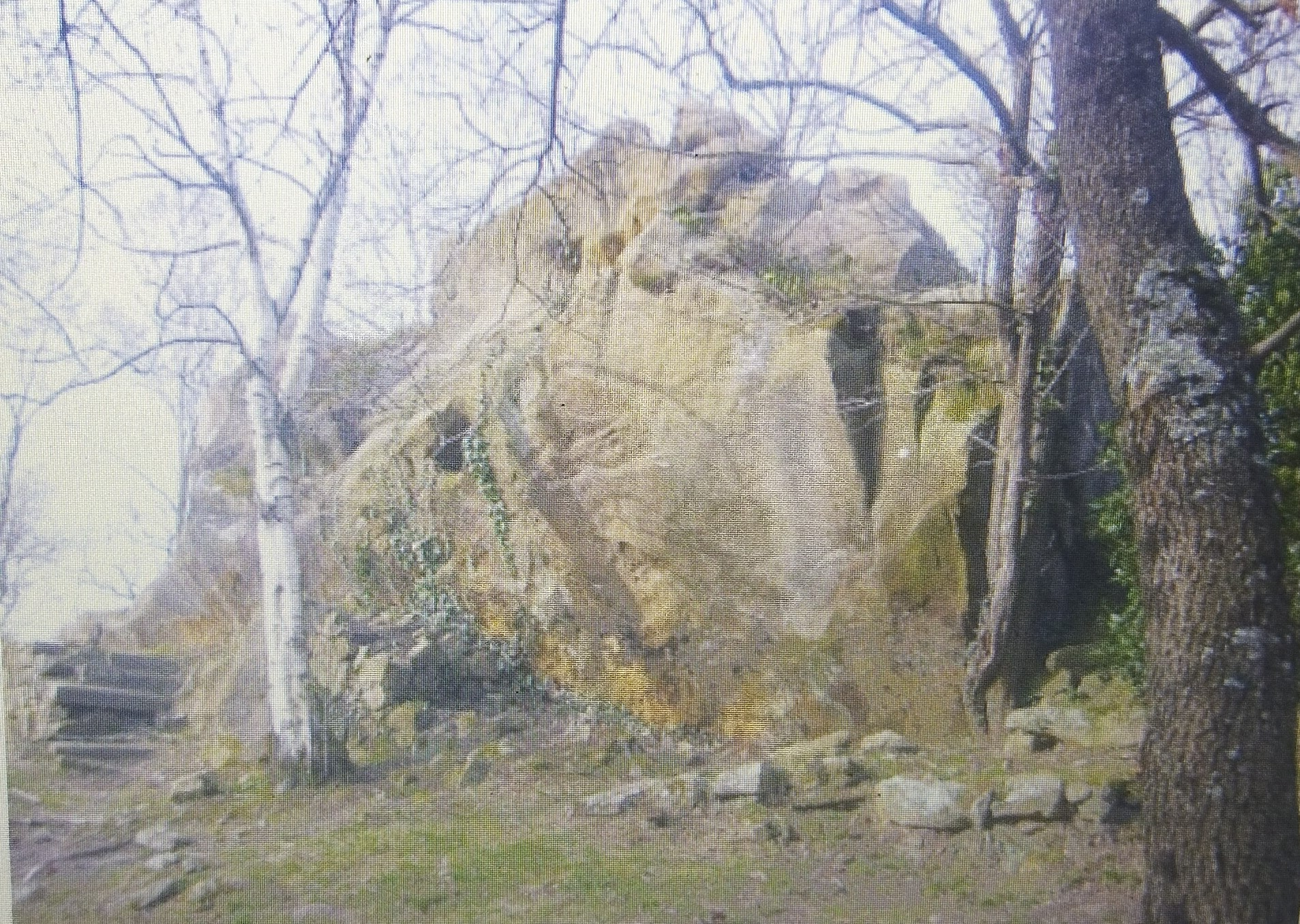
Atalaya ballenera en el monte Ulia

Las atalayas más significativas de Guipúzcoa fueron las siguientes:
- Fuenterrabía: Situada  unos 100 m del lugar donde hoy se ubica el monumento al rey Sancho III el Mayor de Navarra.
- Pasajes: En Pasajes San Juan
- San Sebastián disponía de dos atalayas: En el monte Urgull,  en la parte más alta, hacia la zona este de la costa y respecto a la ciudad.
- En el monte Ulía, la cofradía de Pasajes de San Pedro instaló en 1611 esta atalaya.
- Orio: Estaba en la zona conocida como Talaikoegia, situada sobre la punta de Aranarri.
- Zarauz: Podría estar en dos ubicaciones. En Santa Bárbara o en Talai-punta.
- Guetaria: En la isla de San Antón
- Zumaya: Situado en Talaimendi.
- Deva: En la zona de la ermita de Santa Catalina
- Motrico: Sobre la punta de Alkolea.

Esta red de atalayas contribuyó a que Guipúzcoa fuera durante el siglo XVI el principal territorio mundial de la caza de ballenas.
La última ballena cazada con arpón  en Guipúzcoa fue en 1878 entre Zarauz y Guetaria. Su esqueleto está expuesto en el Aquarium de San Sebastián.
En 1901 se pescó en Orio  la última ballena  pero al no haber arponeros se hizo con dinamita.